# Rajd Złote Piaski 1977
Rajd Bułgarii 1977 (8. Rally Zlatni Piassatzi 1977) – 8. edycja rajdu samochodowego Rajd Bułgarii rozgrywanego w Bułgarii. Rozgrywany był od 11 do 13 czerwca 1977 roku. Była to dwudziesta pierwsza runda Rajdowych Mistrzostw Europy w roku 1977 (rajd miał współczynnik – 3) oraz druga runda Rajdowego Pucharu Pokoju i Przyjaźni w roku 1977 (do klasyfikacji RPPiP zaliczany był tylko pierwszy etap rajdu).

## Klasyfikacja rajdu
| Miejsce                      | Kierowca                     | Pilot                        | Samochód                     | Czas                         | Strata                       |                              |
| Klasyfikacja generalna i ERC | Klasyfikacja generalna i ERC | Klasyfikacja generalna i ERC | Klasyfikacja generalna i ERC | Klasyfikacja generalna i ERC | Klasyfikacja generalna i ERC | Klasyfikacja generalna i ERC |
| ---------------------------- | ---------------------------- | ---------------------------- | ---------------------------- | ---------------------------- | ---------------------------- | ---------------------------- |
| 1.                           | Reiner Altenheimer           | Dieter Norwig                | Porsche Carrera              | 4:20:51                      | 0.0                          |                              |
| 2.                           | Jerzy Landsberg              | Marek Muszyński              | Renault 17 Gordini           | 4:23:24                      | +2:33                        |                              |
| 3.                           | Attila Ferjáncz              | János Tandari                | Renault 17 Gordini           | 4:25:28                      | +4:37                        |                              |
| 4.                           | Vlastimil Havel              | Miroslav Wohanka             | Škoda 130 RS                 | 4:32:41                      | +11:50                       |                              |
| 5.                           | Błażej Krupa                 | Piotr Mystkowski             | Renault 5 Alpine             | 4:36:55                      | +16:04                       |                              |
| 6.                           | Yakov Agishev                | Mikhail Titov                | Moskvich 2140                | 4:37:53                      | +17:02                       |                              |
| 7.                           | Nikolay Bolshikh             | Igor Bolshikh                | Moskvich 2140                | 4:48:20                      | +27:29                       |                              |
| 8.                           | Stojan Kolew                 | Ilia Georgiev                | Renault 12 Gordini           | 4:51:23                      | +30:32                       |                              |
| 9.                           | Ilija Bonev                  | Rumen Babev                  | BMW 2002                     | 4:53:06                      | +32:15                       |                              |
| 10.                          | František Markvart           | Zbyněk Kožíšek               | Škoda 120 S                  | 4:55:46                      | +34:55                       |                              |
| Klasyfikacja CoPaF           |                              |                              |                              |                              |                              |                              |
| 1.                           | Václav Blahna                | Lubislav Hlávka              | Škoda 130 RS                 | 2:45:42                      | 0,0                          |                              |
| 2.                           | Vlastimil Havel              | Miroslav Wohanka             | Škoda 130 RS                 | 2:47:19                      | +1:37                        |                              |
| 3.                           | Yakov Agishev                | Mikhail Titov                | Moskvich 2140                | 2:52:18                      | +6:36                        |                              |
| 4.                           | Nikolay Bolshikh             | Igor Bolshikh                | Moskvich 2140                | 2:56:46                      | +11:04                       |                              |
| 5.                           | František Markvart           | Zbyněk Kožíšek               | Škoda 120 S                  | 3:02:43                      | +17:01                       |                              |